# Elena Soboleva
Elena Soboleva (Rusia, 3 de agosto de 1982) es una atleta rusa especializada en la prueba de 1500 m, en la que consiguió ser subcampeona mundial en pista cubierta en 2006.

## Carrera deportiva
En el Campeonato Mundial de Atletismo en Pista Cubierta de 2006 ganó la medalla de plata en los 1500 metros, llegando a meta en un tiempo de 4:05.21 segundos, tras su compatriota rusa Yuliya Chizhenko y por delante de la bareiní Maryam Yusuf Jamal.